# Вахтберг
Вахтберг (нем. Wachtberg) — община в Германии, в земле Северный Рейн-Вестфалия.
Подчиняется административному округу Кёльн. Входит в состав района Рейн-Зиг. Население составляет 20 202 человека (на 31 декабря 2010 года). Занимает площадь 49,67 км². Официальный код — 05 3 82 072.
Коммуна подразделяется на 13 сельских округов.

## Достопримечательности
- Замок Гуденау

## Фотографии

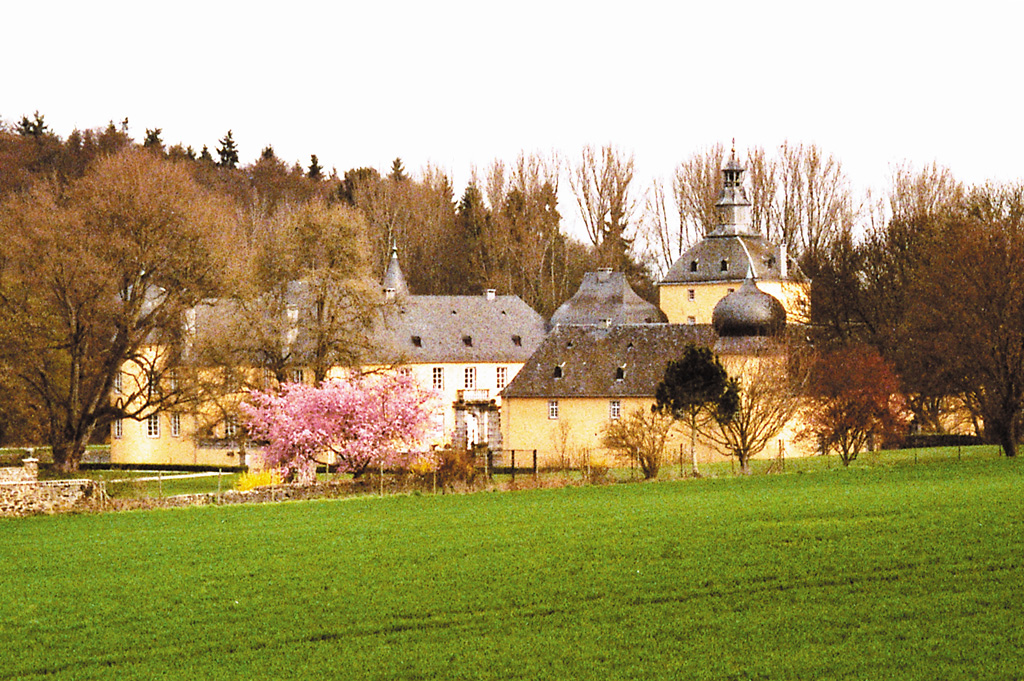
Замок на воде Гуденау
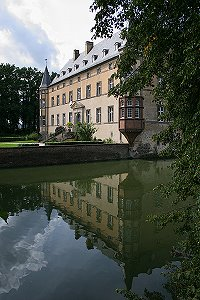
Замок на воде Адендорф
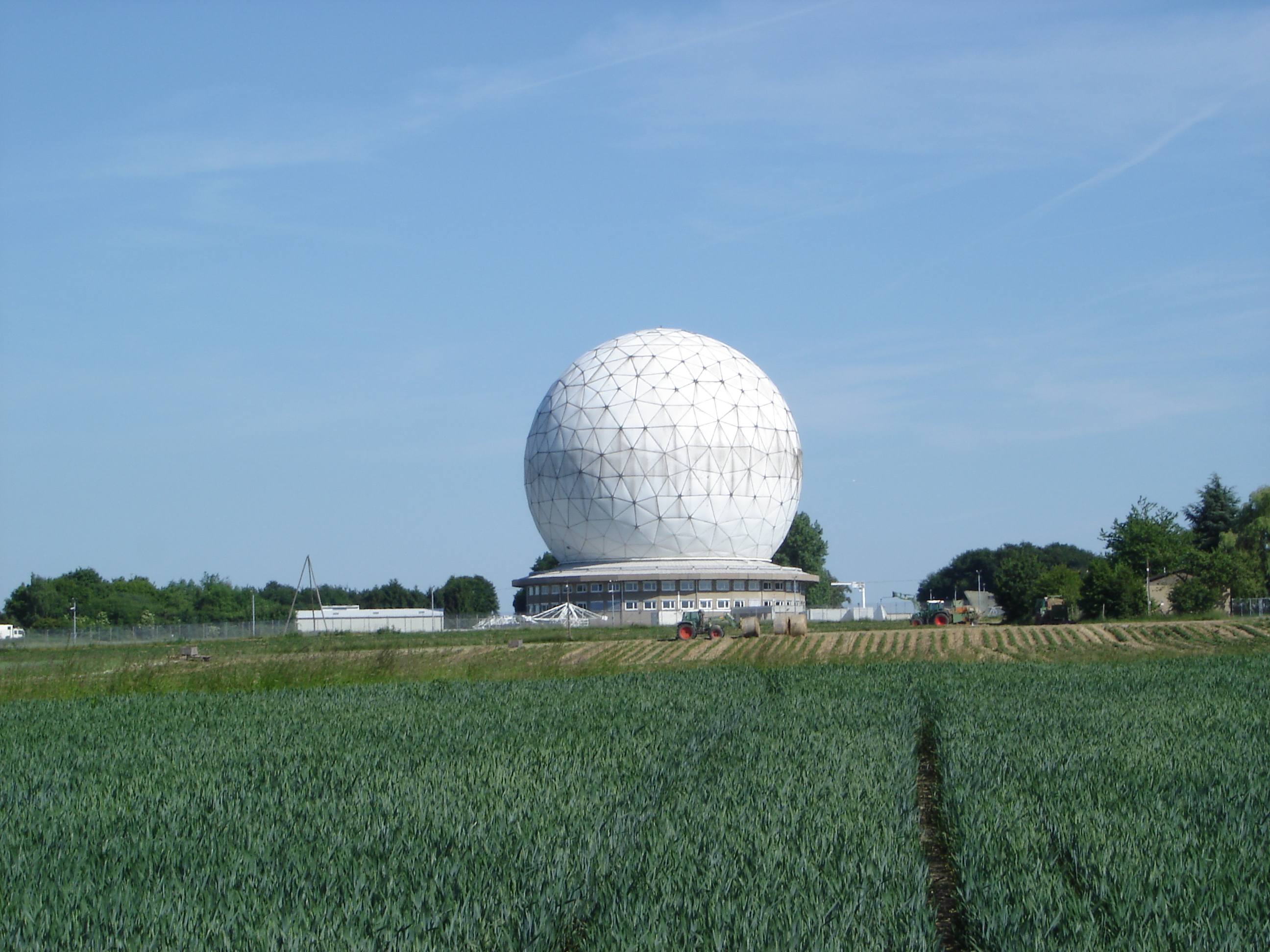